# 子煩悩
子煩悩（こぼんのう）とは、育児や教育において、子供を非常に可愛がっている人。また、その様子を指した言葉。通俗的には親バカ（または孫に対しては孫バカ）のような語でも表される。

## 概要
これらは、自身の子供に対して「過度に」愛着を覚えて働き掛ける行為ないし影響を受ける傾向とされるが、何処までが適度で、何処からが過度かが曖昧でしかない（主観に絡む）こともあり、明確な基準は無い。親バカに至っては、普段理知的な人が自分の子に接する・または自分の子供のことを他人に伝える際に、途端に愛おしい感情が抑えきれなくなる様子を表している。
しかし常識の範疇で、傍迷惑だったり当人が嫌がっているのに構いたがる、あるいは「揺さぶられっ子症候群」に見るような自覚無き児童虐待に発展している場合には問題である。なお、子煩悩とニュアンスが異なるが、妄信的に子供を擁護しようとしてそれ以外を批判や否定するような悪い意味で「バカ親」に至っている場合は、子の社会的な（人材としての）価値が減じられる傾向があり、さらなる問題に発展する事がある。
ただ、多くの親子において子は大切な子孫であり、親にしても育児や子の成長に喜びを見出すことも多く、そういった時期は多くの親子に共通して見られる傾向がある。そのため多少傍迷惑でも大目に見られたり、あるいは微笑ましい情景として評価される傾向も見られる。
「子煩悩」は主に父親や祖父もしくは一般男性など、子供に柔和な態度を取る男性に対して使われる（祖父の場合は「孫煩悩」という言い方がされる）。
旧来、子供に対する父親像（男性像）は、子供に対して敢えて厳格な態度を取る姿が一般的であった（父性の項も参照）。しかし近年、家庭環境の変化などから母性的対応を取る男性も出現し、これを旧来の男性像とは異質な存在と捉えたことから、こうした言葉が誕生したものと考えられる。
多くの場合、女性保護者からの視点で、育児や教育などに協力的な男性保護者を指すなど、「好ましい」・「微笑ましい」という意味で使われる言葉である。しかし、女性保護者も母性的態度を取る場合「子供は我慢や規範意識が薄れ、依存心の強いわがままな子に育つのではないか」とする見方もある。

## 子煩悩の行動例
- 会社での付き合いよりも（子供のために）帰宅することを選ぶ。
- 帰宅すると何よりも先にまず子供の様子を見に行き、遊び相手になろうとする。
- 母親が叱り付けていると、何かしら擁護しようとする。
- 出勤以外で外出（買い物・散歩など）では、必ず子供と一緒。
- 食事をする際、子供を膝の上に乗せたがる。
- 入浴は、いつも子供と共に入ろうとする。
- 就寝時には、いつも子供と同じ布団で寝たがる。
- 箸やスプーンなどの食器を共用するのに抵抗が無い。
- おむつを替える度に、その匂いの変化を分析して一喜一憂する。